# 中庄駅

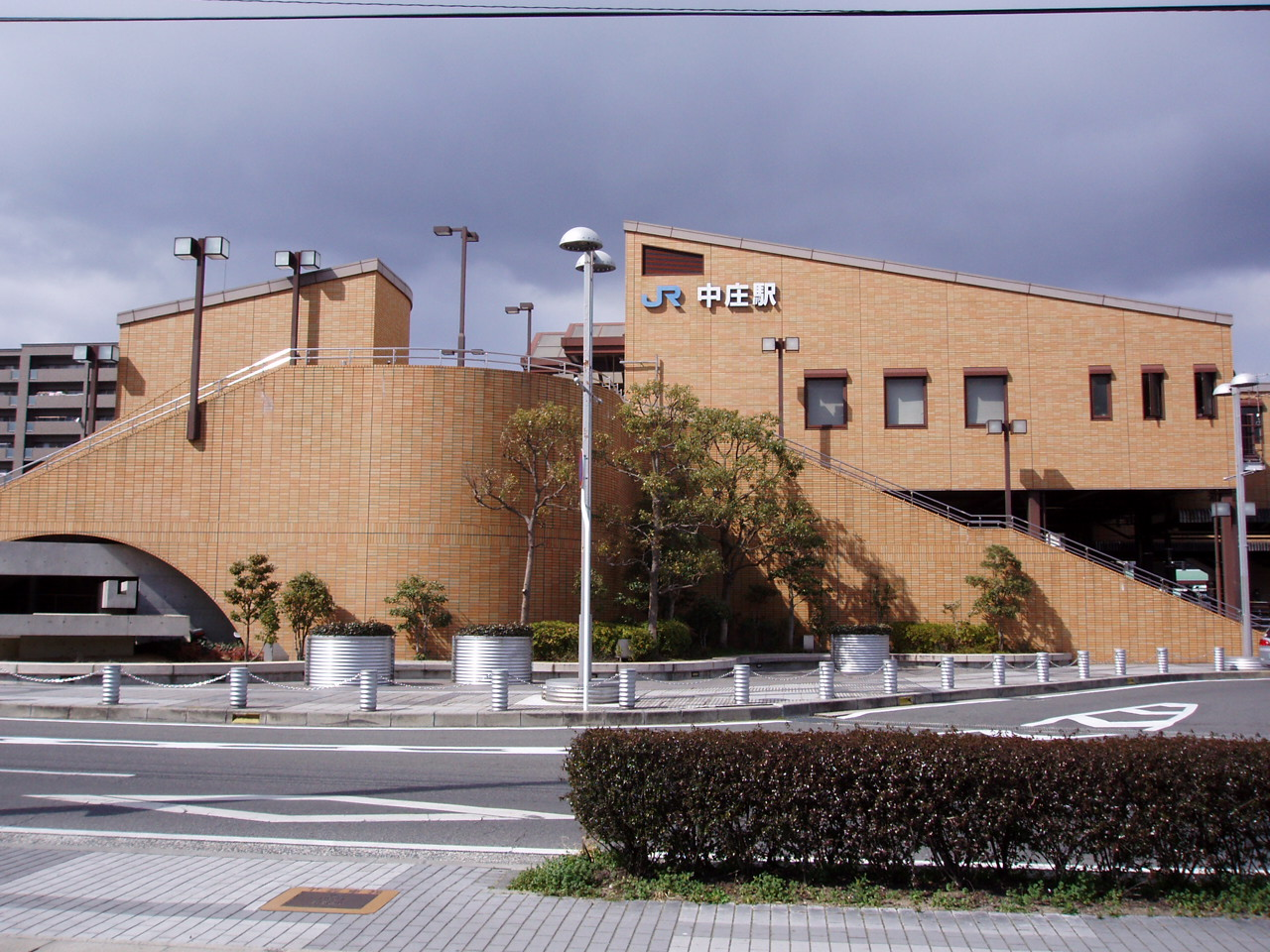
南口（2007年3月）

中庄駅（なかしょうえき）は、岡山県倉敷市鳥羽にある、西日本旅客鉄道（JR西日本）山陽本線の駅である。
線路名称上では山陽本線単独駅であるが、運転系統上は伯備線列車も乗入れる。駅番号は山陽本線がJR-W04、伯備線がJR-V04。

## 歴史
都窪郡中庄村・庄村・菅生村・帯江村の4村の陳情により、帯江信号所のあった庄村に接する中庄村大字鳥羽に新設。開業当時、駅の周辺は田園地帯であった。

### 年表
- 1915年（大正4年）4月26日：鉄道院（後に日本国有鉄道）山陽本線庭瀬駅 - 倉敷駅間に帯江信号場として設置[2]。
- 1930年（昭和5年）3月11日：中庄駅に昇格[2]。旅客・貨物取扱開始[2]。
- 1960年（昭和35年）10月15日：貨物取扱廃止[2]。
- 1984年（昭和59年）2月1日：荷物扱い廃止[2]。
- 1986年（昭和61年）：みどりの窓口営業開始。
- 1987年（昭和62年）4月1日：国鉄分割民営化に伴い、西日本旅客鉄道（JR西日本）の駅となる[2]。
- 1994年（平成6年）2月10日：駅舎改築[1]。新たに南口と南北自由連絡通路を併設した橋上駅となる[1]。
- 2007年（平成19年）
  - 5月27日：ICOCA対応自動改札機導入。
  - 9月1日：ICカード「ICOCA」が利用可能となる。
- 2016年（平成28年） 
  - 3月1日：南北自由連絡通路に南口、北口にエレベーターが各1機ずつ設置、稼動開始[4]。
  - 4月20日：CTC化[5][6]に伴い、LED式発車標が改札口とホームに新設。
- 2020年（令和2年）9月：駅ナンバリング導入、使用開始[7][8]。
- 2021年（令和3年）
  - 4月1日：窓口営業時間が6:00 - 21:00から8:00 - 20:00に変更[9]。
  - 6月10日：この日限りでみどりの窓口営業終了[9][10]。
  - 6月11日：みどりの券売機プラス導入[9][10]。
  - 7月1日：業務委託駅化[3]。

## 駅構造
単式ホーム1面1線と島式ホーム1面2線、合計2面3線を有する地上駅で橋上駅舎を有する。1番のりばが単式、2・3番のりばが島式ホームである。上り本線は1番のりば、下り本線は3番のりばとなっており、中線である2番のりばは定期旅客列車は停車せず、マスカットスタジアムでのイベント時の臨時列車用や異常時用として使われていたが、2023年3月16日のダイヤ改正から11:07発の倉敷発瀬戸行の上り普通列車が発着している。
1995年に、岡山県倉敷スポーツ公園野球場（マスカットスタジアム）がオープンするのに先駆け、大規模改修工事を行い、現在の橋上駅舎となる。駅舎の外壁は近くの川崎学園校舎の色に似たタイル張りで、北口階段の脇には人工滝がある。
バリアフリー設備は橋上駅舎になってから車椅子用にステップが調整出来るエスカレーターが南北入口とホームに4台設置されている。また、当駅は乗降客が5,000人を超える交通バリアフリー法対象駅であるため、コンコースからホームへのエレベーターは2009年（平成21年）10月10日より、南北の駅前広場からコンコース・自由通路へのエレベーターは2016年（平成28年）3月1日より使用されている。
倉敷駅が管理し、JR西日本中国交通サービスが駅業務を受託する業務委託駅。以前は倉敷駅傘下の地区駅で直営駅であった。改札口前は広く、トイレも備えられている。また、自動改札機はICOCAが利用可能（相互利用可能ICカードはICOCAの項を参照）で、ICカード専用自動改札機（出口専用）も1台設置されている。また、ICOCA対応券売機が二つ、みどりの券売機プラスとICOCAチャージ機がそれぞれ一つずつ設置されている。駅スタンプが設置されている。

### のりば
| のりば | 路線                     | 方向           | 行先                 |
| ------ | ------------------------ | -------------- | -------------------- |
| 1      | 山陽本線 （ 伯備線含む） | 上り           | 岡山方面             |
| 2      | （臨時ホーム）           | （臨時ホーム） | （臨時ホーム）       |
| 3      | 山陽本線                 | 下り           | 倉敷・福山方面       |
| 3      | 伯備線                   | 下り           | 倉敷・新見・米子方面 |

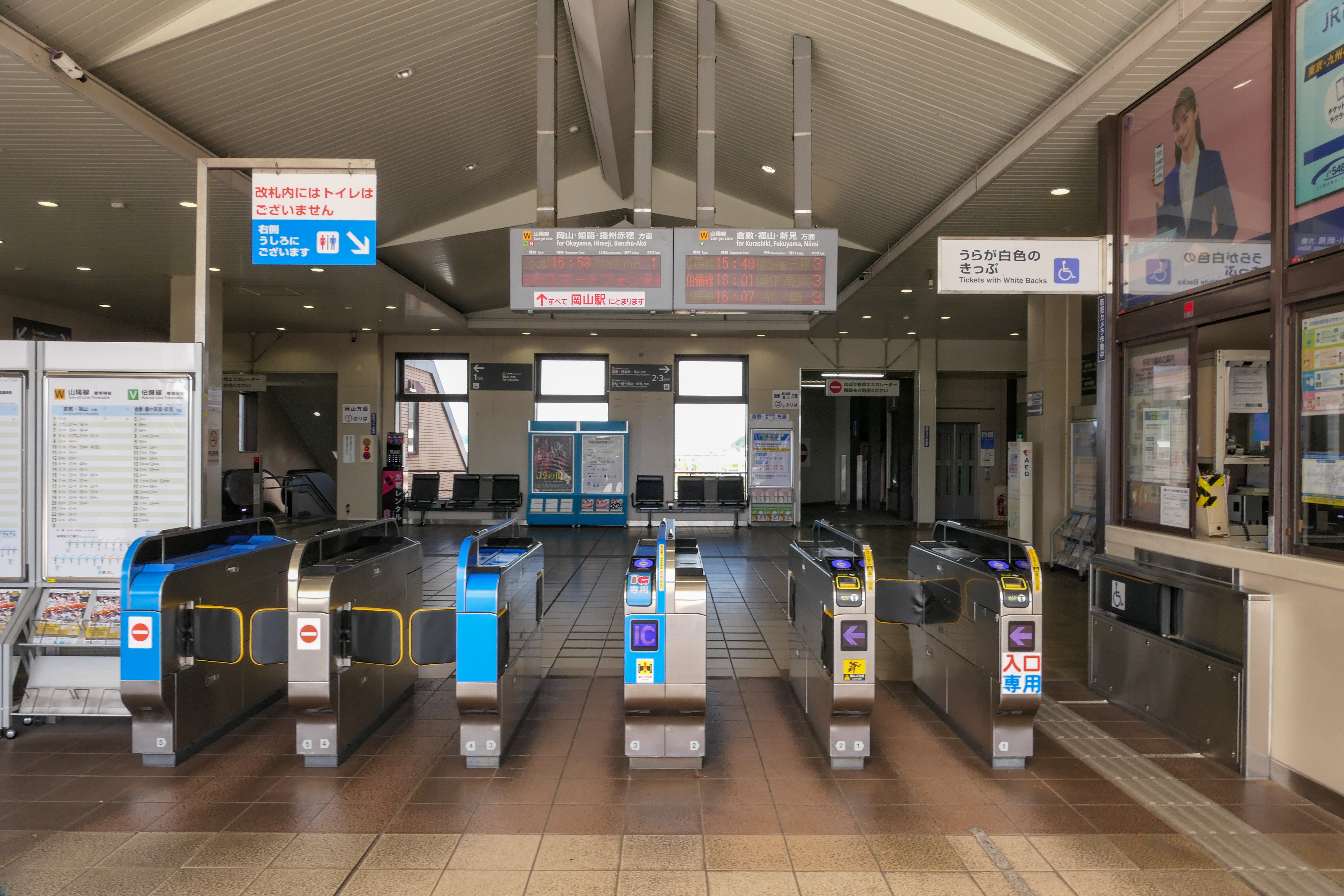
改札口（2023年7月）
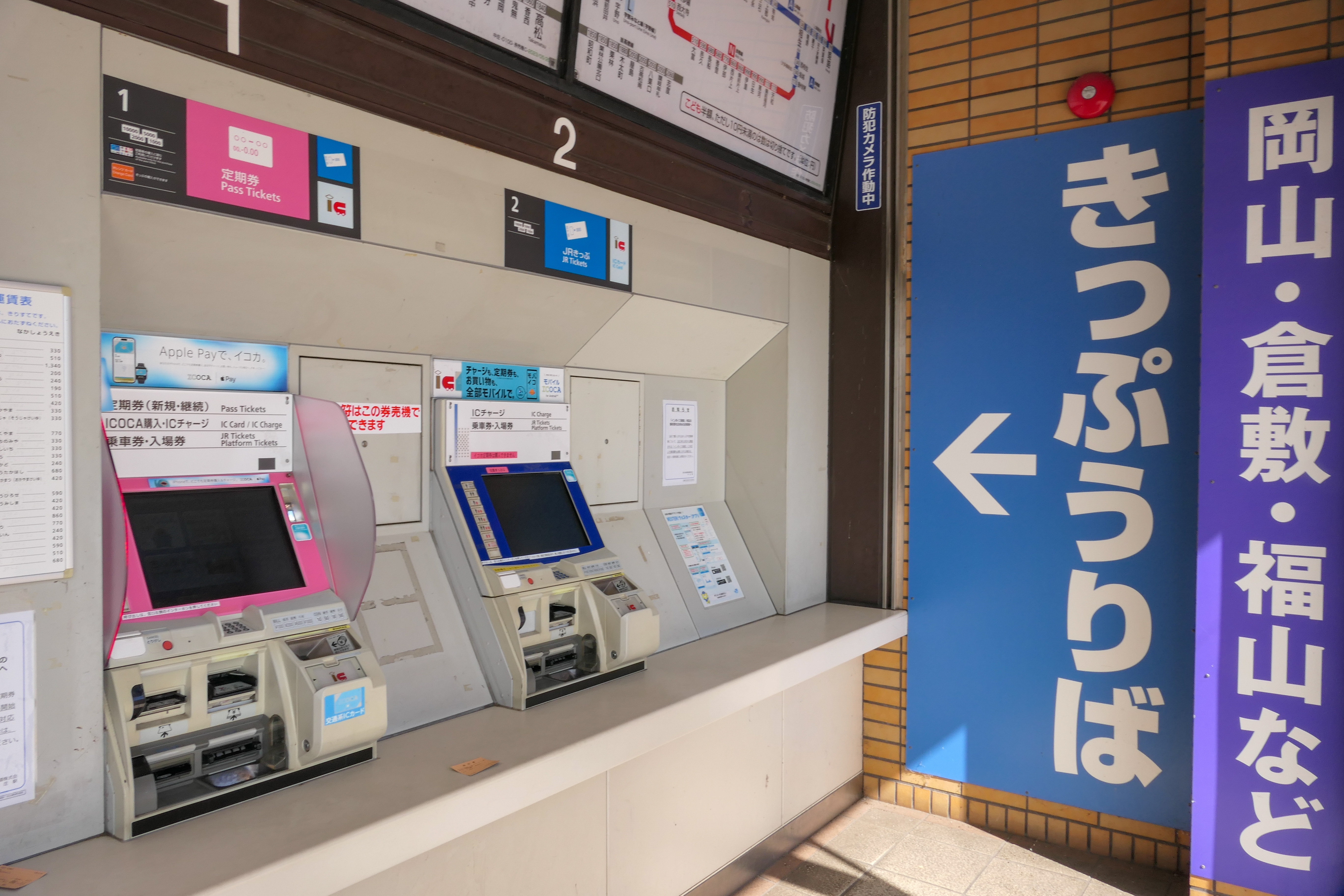
切符券売機（2023年7月）
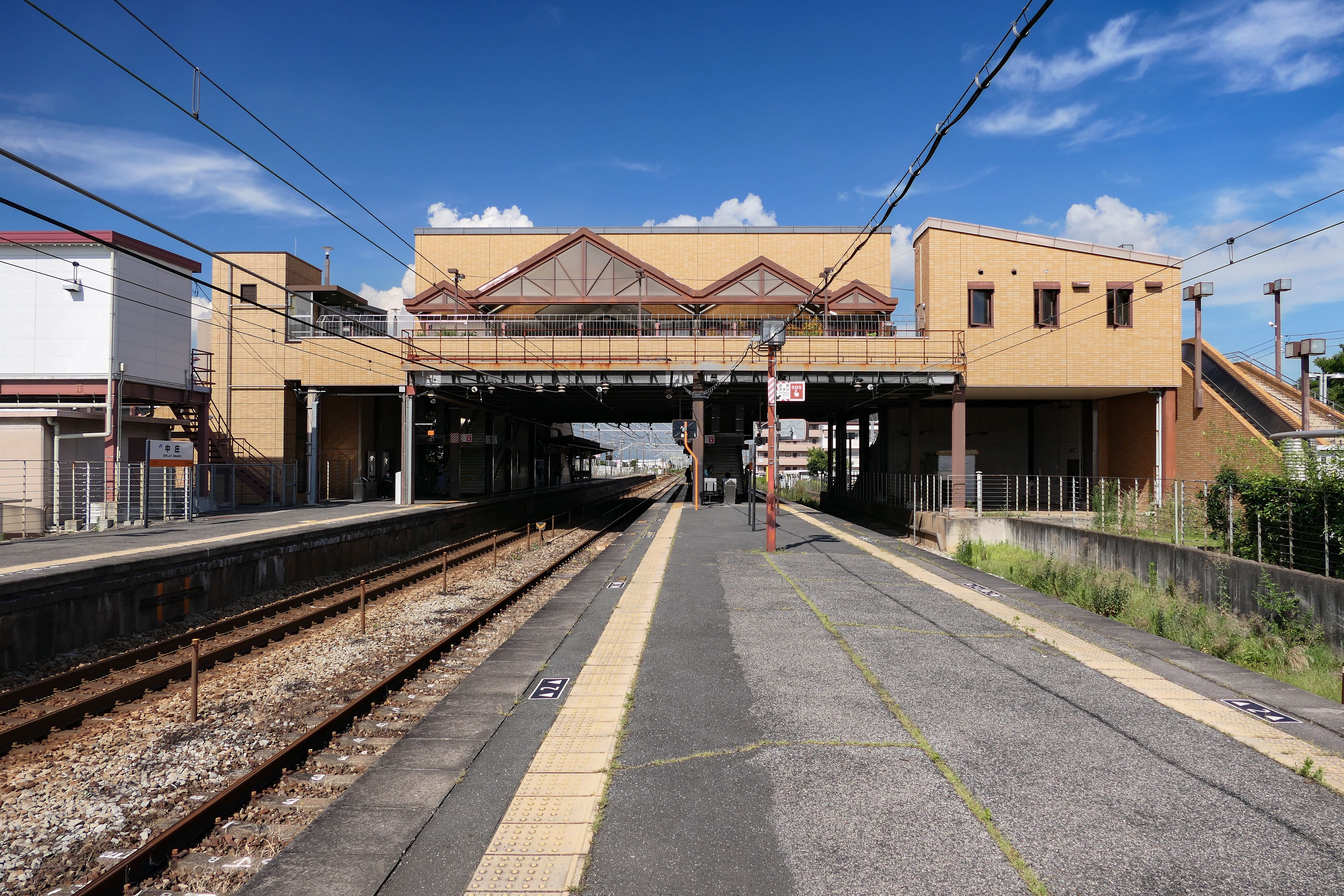
ホーム（2023年7月）

## 利用状況

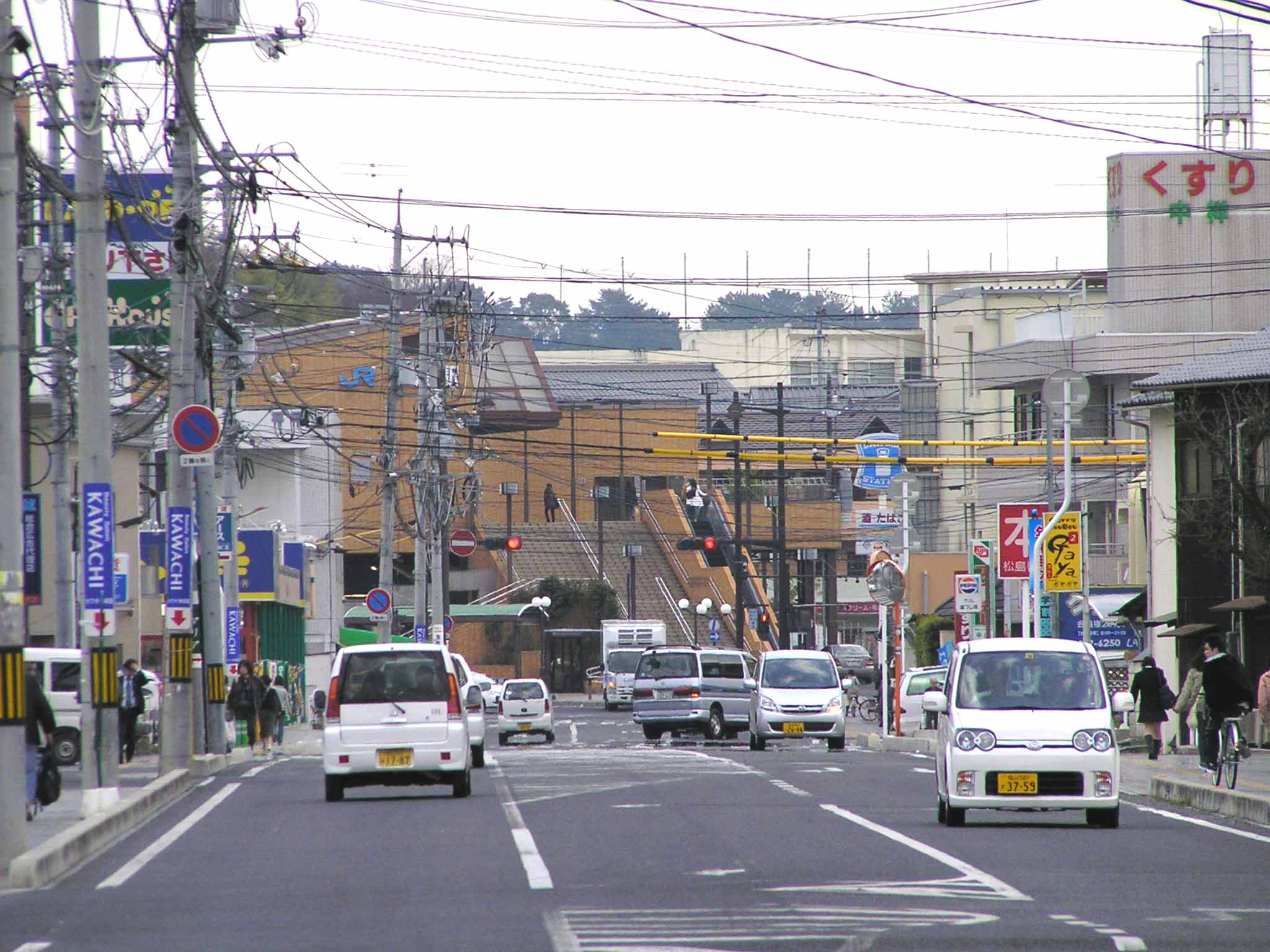
駅前通り

朝夕は岡山・倉敷方面へ通勤・通学する利用者に対し、駅周辺の川崎学園や倉敷高校、岡山中学・高校、清心女子中学・高校等に通う学生・職員が利用するため乗降客は近隣の中間駅よりも比較的多い。当駅は倉敷市に位置するが都窪郡早島町北部の利用者も多い。また倉敷マスカットスタジアム最寄駅のため、プロ野球試合日は臨時列車も運行される。
岡山県総合流通センターとコンベックス岡山の最寄駅の1つでもあるが、路線バスは極僅かでタクシー利用となる。ただし、大規模なイベントが行われる際は当駅 - コンベックス岡山間を結ぶ臨時シャトルバスを頻発して運行する。臨時シャトルバスはイベント主催者がバス会社に運行願いをしているイベント時のみ運行される。
近年の1日平均乗車人員の推移は以下の通り。
| 年度               | 乗車人員 | 乗車人員 | 乗車人員 | 出典        |
| 年度               | 普通     | 定期     | 合計     | 出典        |
| ------------------ | -------- | -------- | -------- | ----------- |
| 1997年（平成09年） | 2,241    | 4,469    | 6,710    | [ 統計 2 ]  |
| 1998年（平成10年） | 2,230    | 4,480    | 6,710    | [ 統計 3 ]  |
| 1999年（平成11年） | 2,263    | 4,374    | 6,637    | [ 統計 4 ]  |
| 2000年（平成12年） | 2,116    | 4,332    | 6,448    | [ 統計 5 ]  |
| 2001年（平成13年） | 2,145    | 4,382    | 6,527    | [ 統計 6 ]  |
| 2002年（平成14年） | 2,124    | 4,412    | 6,536    | [ 統計 7 ]  |
| 2003年（平成15年） | 2,165    | 4,330    | 6,495    | [ 統計 8 ]  |
| 2004年（平成16年） | 2,114    | 4,288    | 6,402    | [ 統計 9 ]  |
| 2005年（平成17年） | 2,158    | 4,342    | 6,500    | [ 統計 10 ] |
| 2006年（平成18年） | 2,128    | 4,371    | 6,499    | [ 統計 11 ] |
| 2007年（平成19年） | 2,160    | 4,394    | 6,554    | [ 統計 12 ] |
| 2008年（平成20年） | 2,150    | 4,455    | 6,605    | [ 統計 13 ] |
| 2009年（平成21年） | 2,022    | 4,478    | 6,500    | [ 統計 14 ] |
| 2010年（平成22年） | 2,040    | 4,533    | 6,573    | [ 統計 15 ] |
| 2011年（平成23年） | 2,123    | 4,652    | 6,775    | [ 統計 16 ] |
| 2012年（平成24年） | 2,176    | 4,785    | 6,962    | [ 統計 17 ] |
| 2013年（平成25年） | 2,232    | 4,932    | 7,164    | [ 統計 18 ] |
| 2014年（平成26年） | 2,244    | 4,920    | 7,164    | [ 統計 19 ] |
| 2015年（平成27年） | 2,321    | 5,036    | 7,357    | [ 統計 20 ] |
| 2016年（平成28年） | 2,373    | 5,168    | 7,541    | [ 統計 21 ] |
| 2017年（平成29年） | 2,374    | 5,299    | 7,673    | [ 統計 22 ] |
| 2018年（平成30年） | 2,397    | 5,451    | 7,848    | [ 統計 23 ] |
| 2019年（令和元年） | 2,408    | 5,544    | 7,952    | [ 統計 24 ] |
| 2020年（令和02年） | 1,499    | 4,836    | 6,335    | [ 統計 25 ] |
| 2021年（令和03年） | 1,530    | 4,922    | 6,452    | [ 統計 26 ] |

## 駅周辺
- 岡山県倉敷スポーツ公園

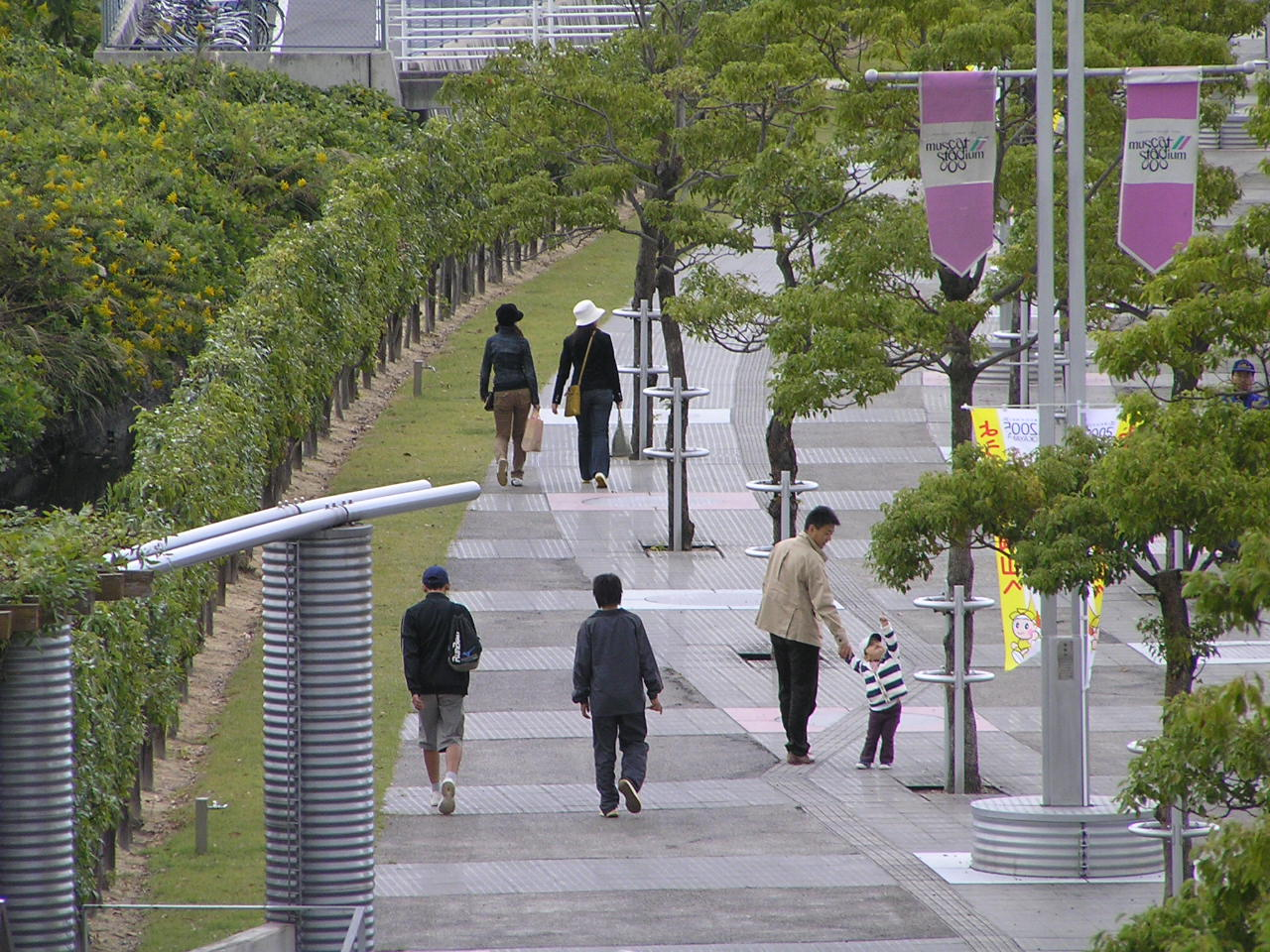
マスカットスタジアム・中庄駅間に整備された遊歩道「マスカット通り」

  - 岡山県倉敷スポーツ公園野球場 （倉敷マスカットスタジアム）
- 学校法人川崎学園
  - 川崎医科大学
    - 川崎医科大学附属病院
    - 川崎医科大学総合医療センター

  - 川崎医療福祉大学
  - 川崎医科大学附属高等学校

## バス路線
| 種別 | 運行事業者                                    | 路線名               | 系統・行先                                 | 備考               |
| ---- | --------------------------------------------- | -------------------- | ------------------------------------------ | ------------------ |
| 一般 | 岡電バス 両備バス 下電バス                    | 岡山・中庄線         | ■ 001・E54：岡山駅東口                     |                    |
| 一般 | 両備バス                                      | コンベックス・岡山線 | ■ E56：岡山駅東口                          | 平日のみ運行       |
| 一般 | 下電バス                                      | 中庄線               | ■ 78：倉敷駅前 ■ 77：倉敷成人病センター    | 平日のみ運行       |
| 一般 | 庄新町地区コミュニティタクシー 「なかよし号」 |                      | T01：庄新町                                | 平日・土曜のみ運行 |
| 一般 | イトーピアコミュニティタクシー 「しあわせ号」 |                      | T07：イトーピア                            | 平日・土曜のみ運行 |
| 特定 | 両備バス                                      |                      | ■ 清心中学校・清心女子高等学校スクールバス | 登校日のみ運行     |
| 特定 | 下電バス                                      |                      | ■ 岡山中学校・高等学校スクールバス         | 登校日のみ運行     |

## 隣の駅
西日本旅客鉄道（JR西日本）
 山陽本線・ 伯備線（倉敷駅まで山陽本線経由）
庭瀬駅 (JR-W03/JR-V03) - 中庄駅 (JR-W04/JR-V04) - 倉敷駅 (JR-W05/JR-V05)